# Жоау Тіаго Алмейда Тейшейра
Жоау Тіаго Алмейда Тейшейра (фр. João Teixeira Almeida; нар. 7 травня 1996, Форбак, Франція) — французький та португальський футболіст, центральний півзахисник «Олександрії».

## Клубна кар'єра

### «Мец»
Вихованець «Меца», до складу французького клубу приєднався у 12-річному віці. Влітку 2014 року розпочав дорослу футбольну кар'єру в другій команді вище вказаного клубу. У 2016 році, після двох сезонів у «Меці Б», сторони домовилися про розірвання контракту за згодою сторін.
Влітку того ж року Тейшейра приєднався до представника Національного чемпіонату «Сарр-Уніон», проте влітку 2017 року перейшов до «Сарргеміна». У серпні 2018 року підписав контракт з представником Національного дивізіону Молдови «Зімбру» (Кишинів). Дебютним голом за столичну команду відзначився 26 серпня в переможному (1:0) поєдинку проти «Сперанци» (Ніспорени).

### «Політехніка» (Ясси)
У лютому 2019 року, після півроку перебування в «Зімбру», Жоау приєднався до представника румунської Ліги I «Політехніка» (Ясси). Згодом підписав півторарічний контракт з румунським клубом. Дебютував за «Політехніку» 10 березня того ж року в програному (0:2) поєдинку національного чемпіонату проти «Волунтарі».

### «Олександрія»
2 вересня 2019 року підписав 2-річний контракт з «Олександрією». Через декілька днів після переходу головний тренер олександрійців Володимир Шаран в інтерв'ю клубній прес-службі високо оцінив французького футболіста, серед його сильних сторін відзначив швидкість, техніку, вміння віддати передачу, швидкість прийняття рішень, проте водночас зазначив, що Жоау «...фізично ще не готовий». Дебютував за молодіжну команду «городян» у переможному (5:1) домашньому поєдинку 7-о туру чемпіонату України проти «Дніпра-1». Жоау вийшов на поле в стартовому складі та відіграв увесь матч. На офіційному рівні дебютував за олександрійців 25 вересня 2019 року в переможному (1:0) виїзному поєдинку 3-о кваліфікаційного раунду кубку України проти вишгородського «Діназу». Тейшейра вийшов на поле в стартовому складі та відіграв увесь матч. У Прем'єр-лізі дебютував 3 листопада 2011 року в переможному (3:1) домашньому поєдинку 13-о туру проти «Маріуполя». Жоау вийшов на поле на 90+1-й хвилині, замінивши Валерія Лучкевича.

## Кар'єра в збірній
З 2014 по 2015 рік зіграв 3 поєдинки у футболці юнацької збірної Португалії U-19.

## Статистика виступів

### Клубна
Станом на 9 серпня 2019
| Клуб                 | Сезон             | Ліга                          | Ліга  | Ліга | Кубок | Кубок | Єврокубки | Єврокубки | Інші  | Інші | Загалом | Загалом |
| Клуб                 | Сезон             | Дмивізіон                     | Матчі | Голи | Матчі | Голи  | Матчі     | Голи      | Матчі | Голи | Матчі   | Голи    |
| -------------------- | ----------------- | ----------------------------- | ----- | ---- | ----- | ----- | --------- | --------- | ----- | ---- | ------- | ------- |
| «Мец Б»              | 2014–15           | Національний чемпіонат        | 11    | 0    | 0     | 0     | —         | —         | —     | —    | 11      | 0       |
| «Мец Б»              | 2015–16           | Національний чемпіонат        | 26    | 3    | 0     | 0     | —         | —         | —     | —    | 26      | 3       |
| «Мец Б»              | Загалом           | Загалом                       | 37    | 3    | 0     | 0     | —         | —         | —     | —    | 37      | 3       |
| «Сарр-Уніон»         | 2016–17           | Національний чемпіонат        | 21    | 4    | 1     | 0     | —         | —         | —     | —    | 22      | 4       |
| «Сарргемін»          | 2017–18           | Національний чемпіонат        | 21    | 1    | 0     | 0     | —         | —         | —     | —    | 21      | 1       |
| «Зімбру» (Кишинів)   | 2018              | Національний дивізіон Молдови | 13    | 3    | 2     | 3     | —         | —         | —     | —    | 15      | 6       |
| «Політехніка» (Ясси) | 2018–19           | Ліга I                        | 10    | 3    | —     | —     | —         | —         | —     | —    | 10      | 3       |
| «Політехніка» (Ясси) | 2019–20           | Ліга I                        | 3     | 0    | 0     | 0     | —         | —         | —     | —    | 3       | 0       |
| «Політехніка» (Ясси) | Загалом           | Загалом                       | 13    | 3    | 0     | 0     | —         | —         | —     | —    | 13      | 3       |
| Усього за кар'єру    | Усього за кар'єру | Усього за кар'єру             | 105   | 14   | 3     | 3     | —         | —         | —     | —    | 108     | 17      |